# Център „Миротворец“
Център „Миротворец“ е неправителствена организация, която се занимава с изследване на признаци на престъпления срещу националната сигурност на Украйна, срещу мира, срещу сигурността на световната общност и срещу международния правен ред.

## Обща информация
Центърът е създаден в рамките на дейността на доброволческата група „Народен тил“ през пролетта на 2014 година от група научни работници и специалисти по изследването на споменатите по-горе фактори като представляващи сериозна заплаха за украинската държава и украинското общество.
Задачата на центъра е да предоставя информационно-консултантска помощ на органите на изпълнителната власт с цел окончателното установяване на мир и разбирателство в Украйна. В работата си Центърът обръща специално внимание на проявите на терористична и сепаратистка дейност на територията на Украйна.
Дейността на Центъра се базира преди всичко на източници на информация, които са публично достъпни – в Интернет мрежата, печатни издания и др. под., тоест в своята работа Центърът използва широко OSINT методи. Освен това, Центърът използва информация, предоставяна от частни лица на поверителна основа; съгласно действащото законодателство, Центърът не използва в своята дейност информация, която е предоставена анонимно.
Центърът работи в партньорство със Службата за сигурност на Украйна, Генералния щаб на украинската армия, украинското Министерство на вътрешните работи, Държавната гранична служба и Държавната служба „Изпълнение на наказанията“.
Девизът на официалния сайт на Центъра и на самия Център е латинският израз „Pro bono publico“ (В името на общественото благо).

## История на дейността
Центърът започва своята дейност през март 2014 година. Благодарение на неговата работа до края на 2014 г. в Украйна са идентифицирани и задържани значителен брой терористи, руски наемници и представители на сепаратистки движения. Работата на центъра е оценена високо, по-специално от съветника на украинския министър на вътрешните работи Антон Герашченко и от командира на батальон „Миротворец“ Андрий Тетерук.
Фактически от самото начало на съществуването на сайта „Миротворец“ предвид неговата ефективност и възникналата в резултат на това паника в средите на сепаратистите, неговата база данни е наричана в руската и проруската преса „разстрелни списъци“.
През октомври 2015 г., след началото на операция „Прилитане„ (вж. по-долу), украинският депутат Андрий Тетерук заявява, че на базата на Център „Миротворец“ може да бъде създадено специално звено по подобие на „Мосад“.
През февруари 2016 г. сътрудници на Центъра участват в дейността на мобилните екипи за борба с незаконния превоз на стоки през границата на въоръжения конфликт в зоната на АТО.
Център „Миротворец“ многократно публикува информация относно участието на чуждестранни граждани във въоръжения конфликт на страната на проруските терористи. По-специално, в началото на март 2016 г. на базата на информация на Центъра правоохранителните органи в България образуват наказателно производство срещу българския гражданин Георги Близнаков, както и изследват предоставена от Центъра аналогична информация относно още няколко български граждани.
По думите на ръководителя на Центъра, през октомври 2014 г. в картотеката е имало 4500 лица; към 16 декември – 7500; през януари 2015 г. – 9000; през април – 30 000; през октомври 2015 г. – 45 000. Най-пълна база данни има за жителите на Крим.

## Екип
Ръководител на Центъра е Роман Зайцев, в миналото служител на териториалната дирекция на Службата за сигурност на Украйна в Луганска област. Екипът на Центъра наброява около 250 души – както от Украйна, така и от други страни. През първата година и половина от дейността на Центъра той понася загуби – сред неговите сътрудници има убити, ранени и безследно изчезнали.

## Операции
От пролетта на 2015 г. Центърът провежда няколко добили известност специални операции:

### Операция „Гюлчатай“
Използвайки резонанса в медиите след убийствата на Олег Калашников и Олес Бузина, „Миротворец“ се сдобива с анкетните данни на голям брой (хиляди и десетки хиляди) екстремисти от ДНР и ЛНР, руски наемници и военнослужещи, които воюват на територията на Украйна.

### Операция „Френски ключ“
В хода на операцията са прехванати и предадени за нуждите на украинската армия няколкостотин хиляди евро, както и специално военно снаряжение, които са били събрани от привърженици на ДНР и ЛНР в страните от ЕС и в САЩ. При същата операция сътрудниците на Центъра получават и оперативна информация за екстремисти от ДНР в района на Славянск и Краматорск. Според някои източници, по време на операцията „Френски ключ“ Център „Миротворец“ прикрива задграничната дейност на украинските специални служби. След завършването на посочените операции членове на екипа на Центъра получават медали и наградно оръжие.

### Операция „Барбариска“
По време на тази многоходова операция в края на април 2015 г. сътрудници на Центъра получават част (поне отнасящата се до войсковата групировка „Север“) от плана за лятната военна кампания на руската армия срещу Украйна. Според този план в рамките на 15 дни е трябвало да бъде окупирана цялата украинска територия на изток от р. Днепър. Предоставянето на този план на представители на НАТО има важно значение при взимането на решение относно прехвърлянето на допълнителна военна техника и въоръжение в Източна Европа.

### Операция „Прилитане“
През октомври 2015 г., заедно с екипа на сайта „ИнформНапалм“, Център „Миротворец“ започва да идентифицира руските пилоти, които участват в бомбардировките в Сирия, както и да публикува личните им данни. Началото на тази операция предизвиква изключително остра реакция от страна на руската президентската администрация. както и в средите на руските експерти в областта на военното дело и специалните операции. След първите публикации руският Следствен комитет започва наказателно дело срещу Антон Герашченко за „публични призиви към тероризъм“. Важен елемент от операцията е сравняването на номерата на самолетите Су-24 от авиобазата „Шагол“ (Русия) и самолетите от същия тип, прехвърлени в Сирия; няколко дни след началото на операцията руските телевизии в своите репортажи започват да крият номерата на базираните в Сирия военни самолети. След известно време руското МВнР се обръща към канадските власти с искане за премахване на данните за руските пилоти, публикувани на сайта „Миротворец“ (който по това време е под канадска юрисдикция).

## Взаимоотношения с органите на властта
След като сайтът „Миротворец“ придобива известност и след предизвикания медиен резонанс във връзка със специалните операции, проведени от сътрудници на Центъра, украинският омбудсман Валерия Лутковска в свое изявление настоява сайтът да бъде закрит и Центърът да прекрати своята дейност предвид това, че използват незаконно личните данни на потенциални терористи. В отговор Службата за сигурност на Украйна разпространява свое изявление, в което твърди, че дейността на сайта „Миротворец“ не нарушава украинските закони.
През лятото на 2015 година ръководството на териториалната Дирекция на МВР на Украйна в Луганска област признава ефективността на сайта „Миротворец“, чиято информация използва в своята оперативна дейност.

## Миротворец и България
В списъка на Миротворец има българи с проруска реторика или такива, опитващи се да признаят анексиите на Русия в Украйна като Костадин Костадинов, Пламен Пасков, Диляна Гайтаджиева, Велислава Дърева, Волен Сидеров, Магдалена Ташева, Георги Първанов, Димитър Шивиков и други.